# Sheldon Kennedy
Sheldon Kennedy, CM AOE OM (* 15. Juni 1969 in Brandon, Manitoba) ist ein ehemaliger kanadischer Eishockeyspieler, der im Verlauf seiner aktiven Karriere zwischen 1986 und 1999 unter anderem 334 Spiele für die Detroit Red Wings, Calgary Flames und Boston Bruins in der National Hockey League (NHL) auf der Position des rechten Flügelstürmers bestritten hat. Seinen größten Karriereerfolg feierte Kennedy, der seine Laufbahn beim EV Landshut aus der Deutschen Eishockey Liga (DEL) ausklingen ließ, im Trikot der kanadischen U20-Nationalmannschaft mit dem Gewinn der Junioren-Weltmeisterschaft 1988.
Nach seinem Karriereende widmete sich Kennedy, der von seinem damaligen Jugendtrainer Graham James über mehrere Jahre sexuell missbraucht wurde, intensiv der Prävention von Kindesmisshandlung und erhielt dafür zahlreiche Auszeichnungen.

## Karriere
Kennedy verbrachte seine Juniorenzeit zwischen 1984 und 1989 sowohl in der Manitoba Junior Hockey League (MJHL) als auch der höherklassigen Western Hockey League (WHL). Nachdem der Stürmer in der Saison 1984/85 einige Partien für die Moose Jaw Warriors aus der WHL bestritten hatte, zog es ihn in der folgenden Spielzeit in die darunter klassierte MJHL, wo er für die Winnipeg South Blues auflief. Zum Spieljahr 1986/87 kehrte Kennedy in die WHL zurück, stand jedoch fortan für Moose Jaws Ligakonkurrenten Swift Current Broncos auf dem Eis. In seiner ersten kompletten WHL-Saison sammelte der Rookie in 53 Einsätzen 67 Scorerpunkte, obwohl die Spielzeit von einem verheerenden Busunglück überschattet worden war, bei dem vier seiner Mannschaftskollegen ums Leben kamen. Im folgenden Jahr steigerte er sich an der Seite von Joe Sakic auf 134 Punkte in 69 Spielen. Nachdem Sakic die Mannschaft im Sommer 1988 in Richtung National Hockey League (NHL) verlassen hatte und er selbst im NHL Entry Draft 1988 in der vierten Runde an 80. Stelle von den Detroit Red Wings aus der NHL ausgewählt worden war, übernahm der 19-Jährige zur Saison 1988/89 das Amt des Mannschaftskapitäns bei den Broncos. In dieser Rolle führte er die Mannschaft sowohl zum erstmaligen Gewinn des President’s Cups der WHL als auch zum Memorial Cup der gesamten Canadian Hockey League (CHL). Neben dem Doublegewinn wurde Kennedy persönlich mit der Berufung ins Second All-Star Team der West Division der WHL und ins All-Star Teams des Memorial Cups geehrt. In zwölf WHL-Playoffspielen hatte er 24 Punkte gesammelt, denen neun in fünf Partien des Memorial Cups folgten.
Zur Saison 1989/90 wechselte der Kanadier in das Franchise der Detroit Red Wings und damit in den Profibereich. Es gelang Kennedy jedoch nicht das Momentum aus der zurückliegenden WHL-Saison zu den Profis hinüberzuretten. Die ersten drei Spielzeiten pendelte er stets zwischen dem NHL-Kader Detroits und dem des Farmteams aus der American Hockey League (AHL), den Grand Rapids Griffins. Allerdings war diese Zeit auch von einem schweren Verkehrsunfall im Juli 1990 überschattet, der dazu führte, dass er große Teile des Spieljahres 1990/91 verpasste und erst im Januar 1991 wieder in den Spielbetrieb einstieg. Nachdem der Flügelstürmer jedoch am Ende der Saison 1991/92 mit Adirondack den Calder Cup der AHL gewonnen hatte, schaffte er zur Spielzeit 1992/93 den endgültigen Sprung ins NHL-Aufgebot der Detroit Red Wings. Dort füllte er in den beiden folgenden Spieljahren, in denen die Red Wings jeweils über 100 Punkte in der regulären Saison sammelten, eine Position als Defensivstürmer aus. Über die Saison 1993/94 hatten die ambitionierten Red Wings jedoch keine weitere Verwendung für den Offensivspieler und so transferierten sie ihn im Mai 1994 im Tausch für ein Drittrunden-Wahlrecht im NHL Entry Draft 1995 zum Divisionsrivalen Winnipeg Jets aus seiner Heimatprovinz Manitoba.
Für die Jets absolvierte Kennedy jedoch keine Partie. Da die NHL-Saison 1994/95 aufgrund des Lockouts verspätet begann, verlor das Management Winnipegs das Interesse an der Neuverpflichtung. Zu Beginn der Spielzeit im Januar 1995 setzten sie den Angreifer in den NHL Waiver Draft, aus dem ihn die Calgary Flames auswählten und damit seinen laufenden Vertrag übernahmen. In Calgary verbrachte Kennedy zwei Spielzeiten, in der er weiter in der Rolle eines Defensivstürmers agierte. Über die Spielzeit 1995/96 hinaus wurde der auslaufende Vertrag seitens der Flames jedoch nicht verlängert, nachdem Kennedy im Sommer 1996 seinen ehemaligen Juniorentrainer aus Moose Jaw und Swift Current, Graham James, wegen mehrfachen sexuellen Missbrauchs im Zeitraum zwischen 1984 und 1990 angezeigt hatte. Im August 1996 verließ er Calgary und schloss sich als Free Agent den Boston Bruins an. Dort machte er im November 1996 den sexuellen Missbrauch öffentlich, woraufhin James zum Jahresanfang 1997 strafrechtlich verurteilt wurde. Davon weitgehend unbeeindruckt absolvierte Kennedy 56 Spiele für die Bruins, in denen er 18-mal punktete. Sein Vertrag in Boston wurde jedoch – wie im Jahr zuvor – nicht verlängert, und da er sich im Juli bei einem Fahrradunfall schwer am Bein verletzte, fand er für die Saison 1997/98 keinen neuen Arbeitgeber in der NHL.
Kennedy nutzte die Zeit und kurierte seine Verletzungen aus. Anschließend durchquerte er zwischen Mai und November 1998 zu wohltätigen Zwecken auf Inlineskates Kanada, wobei er drei Millionen US-Dollar sammelte. Erst im November 1998 unterzeichnete der Flügelstürmer einen Probevertrag über 25 Spiele bei den Manitoba Moose aus der International Hockey League (IHL) und wusste dort mit 14 Punkten in 24 Begegnungen zu überzeugen. Da er jedoch im Januar 1999 ein Angebot des EV Landshut aus der Deutschen Eishockey Liga (DEL) erhalten hatte und der Probevertrag eine Ausstiegsklausel für ein Angebot aus Europa enthielt, wechselte Kennedy nach Deutschland. Dort absolvierte er im restlichen Verlauf der Spielzeit 1998/99 16 Partien, ehe er seine Karriere im Sommer im Alter von 30 Jahren für beendet erklärte.

### International
Auf internationaler Ebene lief Kennedy für die kanadische U20-Nationalmannschaft bei den Junioren-Weltmeisterschaften 1988 in der sowjetischen Landeshauptstadt Moskau und 1989 im US-amerikanischen Anchorage auf. Bei der Weltmeisterschaft 1988 gewann der Stürmer mit den Kanadiern die Goldmedaille, wozu er in sieben Spielen sechs Scorerpunkte beisteuerte. Ein Jahr später führte Kennedy die Mannschaft als Kapitän an. Die anvisierte Titelverteidigung gelang jedoch mit dem Erreichen des vierten Rangs nicht. In abermals sieben Einsätzen punktete er ebenso oft.

## Öffentlichkeitsarbeit gegen Kindesmissbrauch

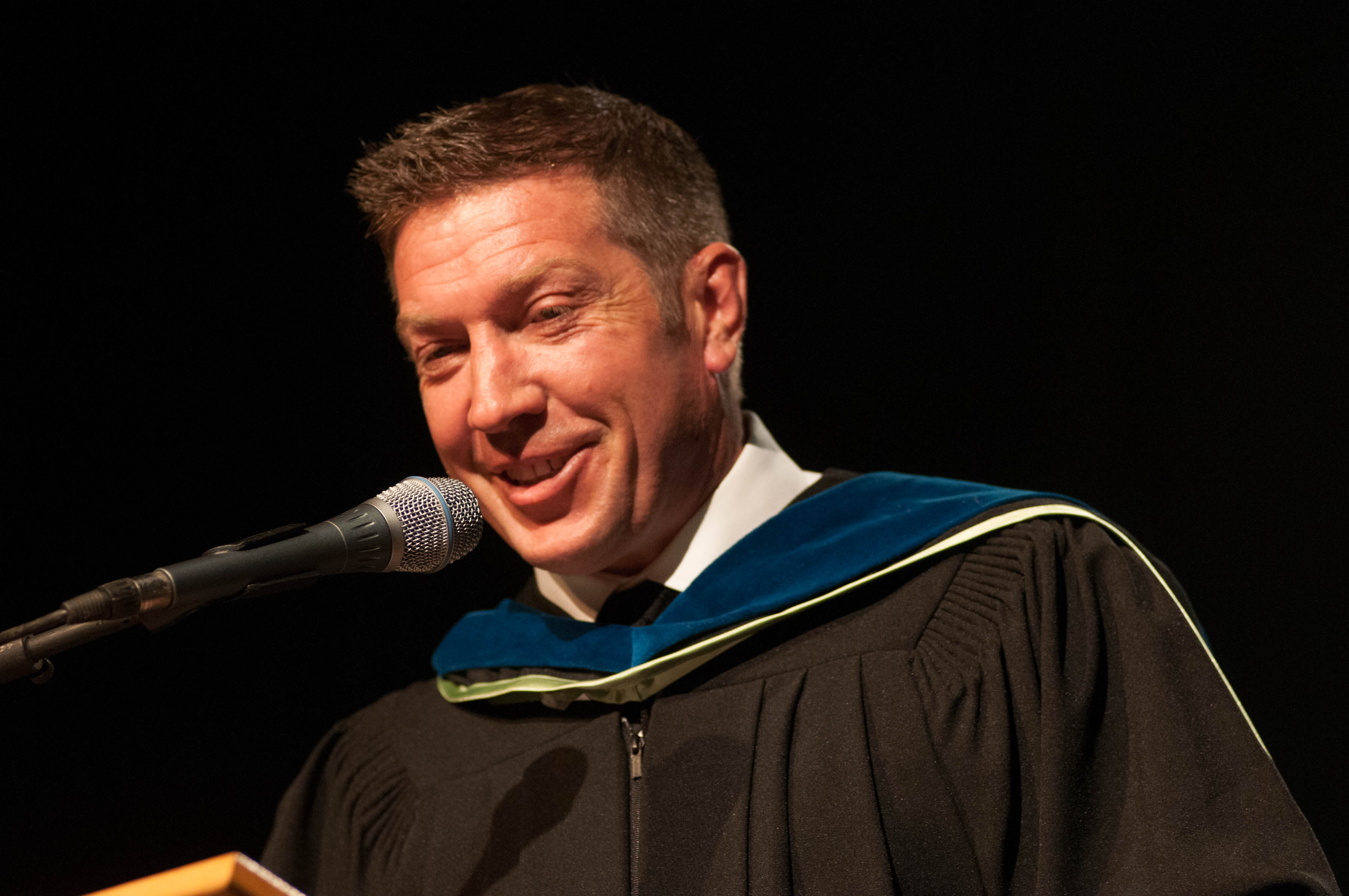
Im Juni 2012 erhielt Kennedy die Ehrendoktorwürde der University of the Fraser Valley

Nachdem Kennedy bereits während seiner Zeit als Aktiver im Herbst 1996 den über mehrere Jahre andauernden sexuellen Missbrauch durch seinen damaligen Jugendtrainer Graham James öffentlich gemacht hatte, widmete er sich nach seinem Karriereende intensiv der Prävention von Kindesmisshandlung. Der Missbrauch begann als Kennedy 14 Jahre alt war und umfasste einen Zeitraum von insgesamt sechs Jahren zwischen 1984 und 1990. Nach Angaben Kennedys wurde er von James zweimal wöchentlich zu sexuellen Handlungen genötigt. Insgesamt kamen so über 350 Fälle zustande. Als Spätfolgen des Martyriums nannte Kennedy unter anderem Depressionen, Suizidgedanken, Alkohol- und Drogenabhängigkeit.
Im Januar 1997 wurde James zu einer dreieinhalbjährigen Haftstrafe verurteilt. Derweil begab sich Kennedy im Jahr darauf in das von der National Hockey League angebotene Entzugsprogramm, um seiner Kokainsucht Herr zu werden. Gleichzeitig begann Kennedy als Interessenvertreter für sexuelle Missbrauchsopfer zu arbeiten. Gemeinsam mit Wayne McNeil gründete er im Jahr 2004 die Respect Group Inc., um ihre Arbeit intensivieren zu können.
Kennedys Lebensgeschichte wurde im Jahr 1999 als Fernsehfilm unter dem Titel „The Sheldon Kennedy Story“ vom kanadischen CTV Television Network ausgestrahlt. Jonathan Scarfe verkörperte dabei den Protagonisten. Im Jahr 2006 veröffentlichte Kennedy seine Autobiografie unter dem Namen „Why I Didn’t Say Anything: The Sheldon Kennedy Story“, in der er die Ereignisse rund um den Missbrauch aufarbeitet. Der im Jahr 2016 veröffentlichte Dokumentarfilm „Swift Current“ beleuchtet ebenfalls Kennedys Leben.

### Auszeichnungen
Infolge seiner Arbeit erhielt Kennedy zahlreiche Auszeichnungen. Eine der ersten war im Dezember 2014 die Ernennung zum Member des Order of Canada. Anschließend folgten der Order of Manitoba ein halbes Jahr später und der Alberta Order of Excellence im Oktober 2016. Seitens des kanadischen Eishockeyverbandes Hockey Canada erhielt er im Jahr 2018 den Order of Merit und zwei Jahre später den Order of Hockey in Canada. Des Weiteren ist er seit Juli 2020 Mitglied der Sports Hall of Fame der Provinz Manitoba sowie seit September 2021 der Hall of Fame des kanadischen Sports.
Darüber hinaus erhielt Kennedy zwischen 2012 und 2021 die Ehrendoktorwürden der University of the Fraser Valley, der University of Calgary, der University of Regina und des Olds College sowie die Ehrenbachelorwürden an der Mount Royal University. und dem Southern Alberta Institute of Technology. Im Jahr 2013 war er Bürger des Jahres der Stadt Calgary. Weitere Auszeichnungen waren der Canadian Red Cross Caring Award im Jahr 2007, die Queen Elizabeth II Diamond Jubilee Medal im Jahr 2012 und der David Foster Foundation Humanitarian Award im Jahr 2014. Im Mai 2020 wurde er mit dem WHL Governors Award der Western Hockey League ausgezeichnet.

## Erfolge und Auszeichnungen
| - 1989 President’s-Cup-Gewinn mit den Swift Current Broncos - 1989 WHL East Second All-Star Team - 1989 Memorial-Cup-Gewinn mit den Swift Current Broncos | - 1989 Memorial Cup All-Star Team - 1992 Calder-Cup-Gewinn mit den Adirondack Red Wings |

### International
- 1988 Goldmedaille bei der Junioren-Weltmeisterschaft

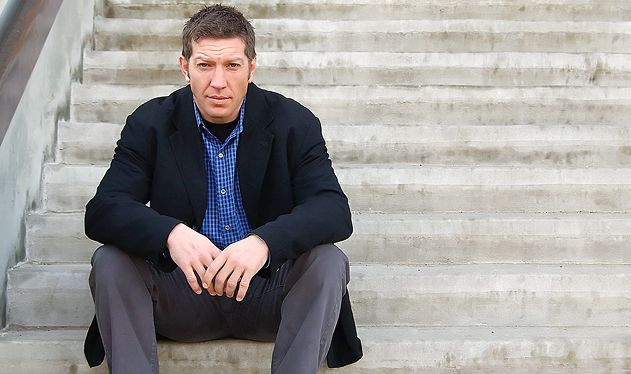
Sheldon Kennedy (2012)

### Sonstiges
| - 2012 Ehrendoktorwürde der University of the Fraser Valley - 2012 Queen Elizabeth II Diamond Jubilee Medal - 2014 Member des Order of Canada - 2015 Order of Manitoba - 2015 Ehrendoktorwürde der University of Calgary - 2016 Ehrenbachelorwürde der Mount Royal University - 2016 Ehrenbachelorwürde des Southern Alberta Institute of Technology - 2016 Alberta Order of Excellence | - 2018 Ehrendoktorwürde der University of Regina - 2018 Hockey Canada Order of Merit - 2020 Order of Hockey in Canada - 2020 WHL Governors Award - 2020 Aufnahme in die Manitoba Sports Hall of Fame - 2021 Ehrendoktorwürde des Olds College - 2021 Aufnahme in die Hall of Fame des kanadischen Sports |

## Karrierestatistik

### International
Vertrat Kanada bei:
- Junioren-Weltmeisterschaft 1988
- Junioren-Weltmeisterschaft 1989

(Legende zur Spielerstatistik: Sp oder GP = absolvierte Spiele; T oder G = erzielte Tore; V oder A = erzielte Assists; Pkt oder Pts = erzielte Scorerpunkte; SM oder PIM = erhaltene Strafminuten; +/− = Plus/Minus-Bilanz; PP = erzielte Überzahltore; SH = erzielte Unterzahltore; GW = erzielte Siegtore; 1 Play-downs/Relegation; Kursiv: Statistik nicht vollständig)